# Pietro Denicolai
Pietro Denicolai (Mantova, 28 agosto 1924) è un politico e partigiano italiano.

## Biografia
Laureato in filosofia, antifascista, prese parte attivamente alla Resistenza combattendo come partigiano. Nel 1951 fu eletto nel consiglio comunale di Mantova nelle file del Partito Comunista Italiano, e venne eletto sindaco della città il 16 marzo 1955, in seguito alla morte di Giuseppe Rea, alla guida di una giunta composta da comunisti e socialisti. Rimase in carica fino al luglio 1956. Nuovamente eletto consigliere alle amministrative del 1956, si dimise il 27 novembre 1958.